# Дмитриев, Василий Иванович

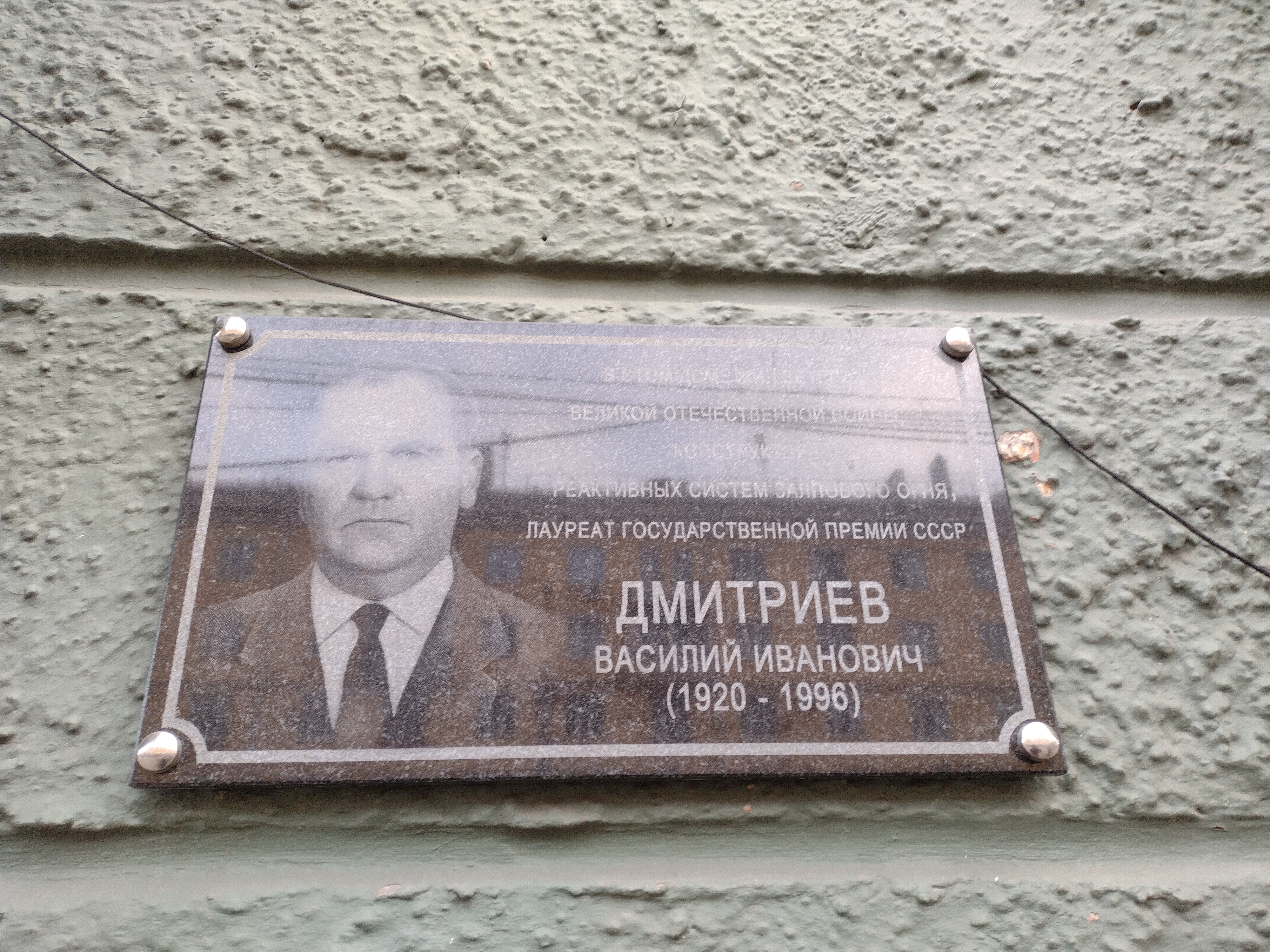
Мемориальная доска в Туле

Василий Иванович Дмитриев (12.01.1920 — 18.03.1996) — разработчик вооружений, лауреат Государственной премии СССР (1969).

## Биография
Родился 12 января 1920 года в д. Каньшино Яковлевского с/c (ныне — квартал в посёлке Ленинский Тульской области).
Окончил Тульский индустриально-механический техникум (1940) и Тульский политехнический институт (1956).
В 1940—1945 гг. служил в РККА, участник войны, командир взвода батареи 76-мм пушек. Член КПСС с 1943 года. В 1946—1949 гг. работал техником на заводе.
С 1949 г. в НИИ-147 (будущий НПО «СПЛАВ») в должностях от техника до начальника отдела — главного конструктора направления. Его отдел развивал новое направление боеприпасной отрасли — реактивные системы залпового огня, в том числе «Град», «Ураган», «Смерч», «Облако» и др. Разработки защищены 213 авторскими свидетельствами.
Умер 18 марта 1996 года.

## Награды и звания
Лауреат Государственной премии СССР (1969, в составе коллектива) — за разработку и внедрение метода и средств борьбы с градобитиями с использованием противоградовых ракет и снарядов.
Лауреат премии им. С. И. Мосина. Награждён орденами Отечественной войны I степени (дважды — 1945, 06.11.1985), Октябрьской революции (1976), «Знак Почёта» (1966), медалями «За отвагу» (1943), «За боевые заслуги» (1943), серебряной медалью ВДНХ.